# Jáhel
A Jáhel héber eredetű női név, jelentése: kőszáli kecske, zerge.

## Gyakorisága
Az 1990-es években szórványos név, a 2000-es években nem szerepel a 100 leggyakoribb női név között.

## Névnapok
- február 8.[2]

## Híres Jáhelek
- Jáhel a Bibliában